# Tour de Flandes 2006
El Tour de Flandes 2006, la 90.ª edición de esta clásica ciclista belga. Se disputó el 2 de abril de 2006. 
El equipo Quick Step-Innergetic mantuvo el control de la carrera en todo momento, y el único ataque vino del ciclista del Discovery Channel Leif Hoste. El capitán del Quick Step-Innergetic, Tom Boonen, siguió el ataque de Hoste y se impuso con facilidad al esprint. El compañero de equipo de Hoste, George Hincapie, completó el podio.

## Clasificación General
| Posición | Ciclista          | Equipo                | Tiempo    |
| -------- | ----------------- | --------------------- | --------- |
| 1        | Tom Boonen        | Quick Step-Innergetic | 6h 30'14" |
| 2        | Leif Hoste        | Discovery Channel     | m. t.     |
| 3        | George Hincapie   | Discovery Channel     | + 1'17"   |
| 4        | Peter Van Petegem | Davitamon-Lotto       | m. t.     |
| 5        | Alessandro Ballan | Lampre-Fondital       | m. t.     |
| 6        | Fabian Cancellara | Team CSC              | m. t.     |
| 7        | Paolo Bettini     | Quick Step-Innergetic | + 1'50"   |
| 8        | Karsten Kroon     | Team CSC              | m. t.     |
| 9        | Andreas Klier     | T-Mobile Team         | m. t.     |
| 10       | Roberto Petito    | Tenax                 | m. t.     |